# Nöjesteatern
För andra betydelser, se Nya teatern.
Nöjesteatern, tidigare Nya teatern, är en privatteater i Malmö.

## Historik
Byggnaden i utkanten av Malmö Folkets Park och granne med nöjespalatset Amiralen på Amiralsgatan 35 ritades av Carl-Axel Stoltz och invigdes 27 januari 1940 som biografen Amiralen med Weyler Hildebrands beredskapsfilm Kadettkamrater. Lokalen hade 850 publikplatser och användes även återkommande under 1940–1950-talen som teaterscen för teater och opera av framför allt Folkparksteatern.

### Nya teatern
Efter önskemål av Malmö stadsteaters ledning redan från början av 1950-talet köpte Malmö kommun 1962 byggnaden av Malmö Biograf AB för att bygga om den till en extra teaterscen för Malmö stadsteater, då också antalet publikplatser minskades till 670. Teatern invigdes av kulturminister Ragnar Edenman 9 september 1965 och fick namnet Nya teatern (Nyan). Första uppsättningen var John Littlewoods och Charles Chiltons Åh, vilket härligt krig i regi av Lennart Olsson. Nya teatern hade en blandad repertoar av revyer, musikaler och komedier, klassisk dramatik, opera och barnteater. Nils Poppe var under många år en säker publikmagnet på Nyan när han gästspelade med sina lustspel från Fredriksdalsteatern. Nya teatern drevs av Stadsteatern fram till 1988, varefter den sporadiskt användes för några gästproduktioner.

### Nöjesteatern
1991 öppnade teatern i ny regi av de nya ägarna Anders Aldgård och Julius Malmström och fick namnet Nöjesteatern. Som privatteater har programmet bestått av ett flertal komedier och musikaler. På 1990-talet sågs Jan Malmsjö och Sofie Lindberg  i publiksuccéer som My Fair Lady och Vita Hästen. Scenen används även för gästspel, exempelvis har Stefan & Krister och Thomas Pettersson gästat teatern med sina uppsättningar. Sedan 2004 drivs teatern av Julius Malmström och Julius Production, och är även biljettkontor för Julius Biljettservice. 1994 tilldelades Nöjesteatern Guldmasken som "Årets privatteater". Även konserter hålls emellanåt på teatern.

## Uppsättningar

### Nya Teatern 1965-88
| År   | Produktion | Upphovsmän | Regi                                              | Noter |
| ---- | --- | --- | ------------------------------------------------- | --- |
| 1965 | Å vilket härligt krig Oh, What a Lovely War!                                                                                 | Joan Littlewood | Lennart Olsson                                    | Premiär 9 september 1965 |
| 1965 | Barfota i parken Barefoot in the Park                                                                                        | Neil Simon Översättning Marianne Höök                                                                                  | Åke Engfeldt                                      | Premiär 28 oktober 1965 Mona Åstrand, Per Olof Eriksson, Olof Lindfors, Agneta Prytz, Sten Skragge Scenografi Olev Mikiver |
| 1965 | Fallet Oppenheimer In der sache J.Robert Oppenheimer                                                                         | Heinar Kipphardt Översättning Vera Leiser och Erwin Leiser                                                             | Eva Sköld                                         | Premiär 11 december 1965 Lars Andersson, Jörgen Barwe, Olof Bergström, Halvar Björk, Gunnar Ekström, Åke Engfeldt, Björn Forsell, Göte Fyhring, Olof Lindfors, Åke Lindström, Gunnar Öhlund, Bengt Rosén, Runar Schauman, Folke Sundquist Scenografi Härje Ekman |
| 1966 | Aldrig i livet Busybody | Jack Popplewell Översättning Evert Lundström                                                                           | Gösta Folke                                       | Premiär 12 februari 1966 Olof Bergström, Carl-Hugo Calander, Göte Fyhring, Berit Gelin, Hanna Landing, Lili Landre, Gunnar Öhlund, Agneta Prytz Scenografi Olev Mikiver |
| 1966 | Adam och Vera i Blackeberg                                                                                                   | Bo Sköld | Eva Sköld                                         | Premiär 26 mars 1966 Malin Åkesson, Mona Åstrand, Jörgen Barwe, Per Björkman, Göte Fyhring, Bengt Gillberg, Anders Hallström, Kristina Hedberg, Leif Hedberg, Marianne Hedengrahn, Berit Kjerrman, Lili Landre, Marie Liedholm, Olof Lindfors, Adrienne Lombard, Bengt Rosén, Brita-Lena Sjöberg, Ove Stefansson, Christin Strömgren Scenografi Härje Ekman                                                                                         |
| 1966 | Fantasticks | Harvey Schmidt och Tom Jones                                                                                           |                                                   | Premiär 14 maj 1966 |
| 1966 | Söndagshustrun Woman in a dressing gown                                                                                      | Ted Willis Översättning Göran O. Eriksson                                                                              | Åke Engfeldt                                      | Premiär 10 september 1966 Mona Åstrand, Carl-Hugo Calander, Fred Gunnarsson, Marianne Hedengrahn, Sten Skragge, Emy Storm, Betty Tuvén Scenografi Olev Mikiver |
| 1966 | Det blåser i sassafrasträdet eller Rödskinn och råskinn och Det lilla praktskjutet Du vent dans les branches de sassafras    | René de Obaldia Översättning Göran O. Eriksson                                                                         | Josef Halfen                                      | Premiär 11 november 1966 Jörgen Barwe, Arne Eriksson, Leif Hedberg, Åke Jörnfalk, Dagny Lind, Agneta Prytz, Brita-Lena Sjöberg, Ove Stefansson |
| 1967 | Snobben Der Snob | Carl Sternheim Översättning Sven Christer Swahn                                                                        | Lennart Olsson                                    | Premiär 14 januari 1967 Eva Ebbekke, Åke Engfeldt, Carl-Åke Eriksson, Dagny Lind, Gunnar Öhlund, Brigitte Ornstein, Nadja Witzansky Scenografi och kostym Göran Arfs |
| 1967 | Klas Klättermus Klatremus og de andre dyrene i Hakkebakkeskogen                                                              | Thorbjørn Egner Översättning Ulf Peder Olrog och Håkan Norlén                                                          | Per Siwe                                          | Premiär 4 februari 1967 Malin Åkesson, Mona Åstrand, Marianne Berg, Niels Dybeck, Charlotta Birde Engelbrektson, Karin Fransson, Berit Gelin, Fred Gunnarsson, Anders Hallström, Kristina Hedberg, John-Alvar Holm, Tommy Johnson, Helen Jonson, Marie Liedholm, Eva Liljedahl, Olof Lindfors, Adrienne Lombard, Teddy Rhodin, Kåre Sigurdson, Sten Skragge, Pär Sundberg, Staffan Sundberg, Ulla Wennborg, Nadja Witzansky Koreografi Teddy Rhodin |
| 1967 | Å, vilken härlig fred! | Hans Alfredson och Tage Danielsson                                                                                     | Jan Lewin                                         | Premiär 23 mars 1967 Halvar Björk, Gudrun Brost, Åke Engfeldt, Per Olof Eriksson, Fred Gunnarsson, Åke Lindström, Adrienne Lombard, Mimmo Wåhlander, Ulla Wennborg Kapellmästare Staffan Åkerberg, Koreografi Teddy Rhodin, Scenografi och kostym Stig Nelson |
| 1967 | Pengar | Nils Poppe, Arne Wahlberg och Nisse Hansén                                                                             | Nils Poppe och Gordon Marsh                       | Premiär 15 september 1967 |
| 1967 | Agent 0012 sökes | | Richard Bark                                      | Premiär 1 november 1967 |
| 1967 | Den girige L'Avare ou l'École du mensonge                                                                                    | Molière Översättning Allan Bergstrand                                                                                  | Eva Sköld                                         | Premiär 25 november 1967 Jörgen Barwe, Ronny Danielsson, Rune Ek, Göte Fyhring, Bengt Gillberg, Eva Gülich, Marianne Hedengrahn, Sven-Erik Lindell, Olof Lindfors, Gunnar Öhlund, Dagmar Olsson, Birgitta Smiding, Arne Strömgren, Folke Sundquist Scenografi Stig Nelson, Kostym Göran Arfs |
| 1968 | Galanta intriger The Beaux' Stratagem                                                                                        | George Farquhar, Ernst van Altena, Jack Popplewell och Jurriaan Andriessen Översättning Olov Jonason och Gunnar Wersén | Egon Larsson                                      | Premiär 10 februari 1968 Jörgen Barwe, Horst Bastian, Stig Bosse, Rune Ek, Gustaf Färingborg, Berit Gelin, Bengt Gillberg, Berit Kjerrman, Egon Larsson, Dagmar Olsson, Bengt Rosén, Curt Spångberg, Ing-Britt Stiber, Folke Sundquist, Ulla Wennborg Scenografi Härje Ekman och Olev Mikiver |
| 1968 | Clown söker plats | Björn Runeborg | Per Siwe                                          | Premiär 21 mars 1968 Jörgen Barwe, Miriam Beilin, Christine Gyllenberg, Anders Hallström, Rolf Hepp, Stina-Kajsa Holm, Tommy Johnson, Rainer Merikukka, Stefan Pettersson, Sten Skragge Koreografi Rolf Hepp, Scenografi Arne Olsson |
| 1968 | Tango | Sławomir Mrożek Översättning Bengt Anders Lundberg                                                                     | Kurt-Olof Sundström                               | Premiär 6 april 1968 Anders Ek, Arne Eriksson, Gustaf Färingborg, Lili Landre, Dagny Lind, Brita-Lena Sjöberg, Arne Strömgren Scenografi Göran Arfs |
| 1968 | Charleys tant Charley's Aunt                                                                                                 | Brandon Thomas |                                                   | Premiär 9 augusti 1968 |
| 1968 | Idolen Teenagerlove | Ernst Bruun Olsen och Finn Savery                                                                                      | Lennart Olsson                                    | Premiär 27 september 1968 |
| 1968 | Spektakel | Staffan Westerberg | Karl Rune Johansson                               | Premiär 14 oktober 1968 Suzanne Bergh-Danielsson, Arne Eriksson, Berit Gelin, Bengt Gillberg, Helen Jonson, Conny Larsson, Brita-Lena Sjöberg, Eva Sjöström Koreografi Nadja Witzansky, Scenografi och kostym Olev Mikiver |
| 1968 | 3 baletter: *White Lady *Sylfiderna *Stenogram                                                                               | *Teddy Rhodin *Michail Fokin *Rolf Hepp                                                                                | *Per Siwe * Rolf Hepp och R. Kuzniecowa-Szajewska | Premiär 24 oktober 1968 |
| 1968 | Scapins rackartyg Les fourberies de Scapin                                                                                   | Molière | Karl Rune Johansson                               | Premiär 7 november 1968 Jörgen Barwe, Suzanne Bergh-Danielsson, Bengt Gillberg, Eva Gülich, Anders Hallström, Conny Larsson, Bengt Rosén, Kåre Sigurdson, Eva Sjöström, Arne Strömgren Scenografi och kostym Olev Mikiver |
| 1968 | Trojanskorna Τρῳάδες, Trōiades                                                                                               | Euripides Översättning Britt G Hallqvist                                                                               | Eva Sköld                                         | Premiär 6 december 1968 Mona Åstrand, Gisela Bennech, Suzanne Bergh-Danielsson, Carl-Hugo Calander, Arne Eriksson, Jesper Eriksson, Gustaf Färingborg, Judith Frithiof, Berit Gelin, Helen Jonson, Hanna Landing, Lili Landre, Lii Liljeholm, Adrienne Lombard, Brigitte Ornstein, Emy Storm, Barbro Synnergren Scenografi och kostym Stig Nelson                                                                                                   |
| 1968 | Knäna böj, revy | Rune Ek, K. Braw, Gertrud Hemmel, Åke Arenhill, Gary Engman                                                            | Rune Ek och Ingrid Tönsager                       | Premiär 31 december 1968 |
| 1969 | Huset som kunde skratta | Bo Sköld | Karl Rune Johansson                               | Premiär 13 februari 1969 |
| 1969 | Kalle Perssons första krig                                                                                                   | Max Lundgren | Karl Rune Johansson                               | Premiär 3 mars 1969 Jörgen Barwe, Kurt Jacobsson, Conny Larsson, Olle Nyberg, Kåre Sigurdson, Ove Stefansson, Cornelis Vreeswijk, Ulla Wennborg, Kim Wesén |
| 1969 | I nöd och lust I do! I do!                                                                                                   | Jan de Hartog, Tom Jones, Harvey Schmidt                                                                               | Bo G Forsberg                                     | Premiär 11 april 1969 |
| 1969 | Den glade soldaten Bom | Nils Poppe och Carro Bergqvist                                                                                         |                                                   | Premiär 15 augusti 1969 |
| 1969 | Fan ska vara teaterdirektör                                                                                                  | August Blanche | Per Siwe                                          | Premiär 20 september 1969 |
| 1969 | Vår underbara resa | L. Arno | Richard Bark                                      | Premiär 22 oktober 1969 |
| 1969 | Skjut dej, Senja! Самоубийца, Samoubijca                                                                                     | Nikolaj Erdman | Josef Halfen                                      | Premiär 22 november 1969 |
| 1970 | Fantastiska pappa (Perrichons resa) Le voyage de monsieur Perrichon                                                          | Eugène Labiche, Jaques Offenbach, Nils Poppe, A. Wahlberg                                                              | Bo G Forsberg                                     | Premiär 6 januari 1970 |
| 1970 | Vad bråkar Ulla om? | Clas Engström | Josef Halfen                                      | Premiär 25 januari 1970 |
| 1970 | Våld mot Lucretia The rape of Lucretia                                                                                       | Benjamin Britten och Roland Duncan                                                                                     | Bengt Peterson                                    | Premiär 13 mars 1970 |
| 1970 | Clownen Beppo | Else Fisher | Richard Bark                                      | Premiär 2 april 1970 Stellan Agerlo, Sölve Dogertz, Conny Larsson, Olof Lindfors, Adrienne Lombard, Christel Norman, Magnus Schenström, Kerstin Ekström, Lena Fredlund Kapellmästare Jan ”Tollarparn” Eriksson, Koreografi Teddy Rhodin, Scenografi Olev Mikiver |
| 1970 | Min syster och jag Meine Schwester und ich                                                                                   | Ralph Benatzky och Robert Blum                                                                                         | Egon Larsson                                      | Premiär 25 april 1970 |
| 1970 | Pelle Svanslös och de andra svansarna                                                                                        | Urban Lindh + ensemblen                                                                                                | Pierre Fränckel                                   | Premiär 23 september 1970 |
| 1970 | Tolvskillingsoperan Die Dreigroschenoper                                                                                     | Bertolt Brecht och Kurt Weill                                                                                          | Lennart Olsson                                    | Premiär 2 oktober 1970 |
| 1970 | Hur Herr Mockinpott befriades från lidandet Wie dem Herrn Mockinpott das Leiden ausgetrieben wird                            | Peter Weiss | Pierre Fränckel                                   | Premiär 26 oktober 1970 |
| 1971 | Così fan tutte | Wolfgang Amadeus Mozart och Lorenzo da Ponte                                                                           | Josef Halfen                                      | Premiär 16 januari 1971 |
| 1971 | Musikanterna kommer till stan Musikantene kommer til byen                                                                    | Thorbjørn Egner Översättning Ulf Peder Olrog och Håkan Norlén                                                          | Per Siwe                                          | Premiär 11 februari 1971 Björn Åkesson, Stefan Fredriksson, Ragna Herbert, Kurt Jacobsson, Conny Larsson, Olof Lindfors, K G Lindström, Annika Lundgren, Leif Magnusson, Teddy Rhodin Koreografi Teddy Rhodin |
| 1971 | Hamlet | William Shakespeare | Lennart Olsson                                    | Premiär 27 mars 1971 |
| 1971 | Älskling, du vet ju att jag inte kan höra vad du säger när vattnet rinner You Know I Can't Hear You When the Water's Running | Robert Anderson | Gunnar Ekström                                    | Premiär 11 september 1971 |
| 1971 | Gräddvargen | Göran Palm och Siv Widerberg                                                                                           | Leif Sundberg                                     | Premiär 14 oktober 1971 |
| 1972 | Askungen | Gioacchino Rossini | Leif Söderström                                   | Premiär 5 januari 1972 |
| 1972 | Spårhunden | Anthony Shaffer | Josef Halfen                                      | Premiär 12 mars 1972 |
| 1972 | Nalle Puh | A A Milne och Julian Slade                                                                                             |                                                   | Premiär 24 mars 1972 |
| 1972 | Plaza svit Plaza Suite | Neil Simon | Gunnar Ekström                                    | Premiär 19 april 1972 |
| 1972 | Familjens hjärta | Bertil Almark | Egon Larsson, Bengt Rosén                         | Premiär 7 september 1972 |
| 1972 | Ballotek + Nattmara (baletter)                                                                                               | Conny Borg + Tyyne Talvo Cramér                                                                                        |                                                   | Premiär 28 september1972 |
| 1972 | Lorden från gränden Me and My Girl                                                                                           | Noel Gay och L. Arthur Rose                                                                                            | Albert Gaubier                                    | Premiär 21 oktober 1972 |
| 1972 | Sagan om Sindbad Sjöfararens äventyr                                                                                         | Per Lysander och Agneta Pleijel                                                                                        | Leif Sundberg                                     | Premiär 14 december 1972 |
| 1973 | Enleveringen ur Seraljen Die Entführung aus dem Serail                                                                       | Wolfgang Amadeus Mozart och Johann Gottlieb Stephanie                                                                  | Josef Halfen                                      | Premiär 13 januari 1973 |
| 1973 | Vårrevyn Vintergäck | | Bo G Forsberg                                     | Premiär 23 mars 1973 |
| 1973 | På andra sidan havet | T. Waltman och O. Olofsson                                                                                             | Adrienne Lombard                                  | Premiär 1 september 1973 |
| 1973 | Leva loppan La puce à l'oreille                                                                                              | Georges Feydeau | Andris Blekte                                     | Premiär 21 september 1973 |
| 1973 | Lilla Helgonet Mam'zelle Nitouche                                                                                            | Hervé, Henri Meilhac och Albert Millaud                                                                                | Holger Reenberg                                   | Premiär 16 november 1973 |
| 1974 | Skruven dras åt The Turn of the Screw                                                                                        | Benjamin Britten och Henry James                                                                                       | Leif Söderström                                   | Premiär 18 januari 1974 |
| 1974 | Bellman, Blomman, Baby, och Bruden                                                                                           | Gösta Bredefeldt, Lars Hansson, Lise-Lotte Nilsson, Suzanne Osten och Lena Söderblom                                   | S. Berg                                           | Premiär 14 februari 1974 |
| 1974 | Det blåser på månen The Wind on the Moon                                                                                     | Eric Linklater | Urban Lindh                                       | Premiär 21 mars 1974 |
| 1974 | Vi gör en opera The Little Sweep                                                                                             | Benjamin Britten och Eric Crozier                                                                                      | Adrienne Lombard                                  | Premiär 27 augusti 1974 |
| 1974 | Jag vill träffa Mjosov! | Valentin Katajev | Andris Blekte                                     | Premiär 14 september 1974 |
| 1974 | Blåjackor Boys in Blue | Lajos Lajtai och Lauri Wylie                                                                                           | Nils Poppe                                        | Premiär 22 november 1974 |
| 1974 | Ostindiefarare | Barnteatergruppen i Göteborg                                                                                           | Urban Lindh                                       | Premiär 11 december 1974 |
| 1975 | Dagen när allting hände | Hans Petersson | Ronny Hallgren                                    | Premiär 19 mars 1975 |
| 1975 | Barberaren i Sevilla | Gioacchino Rossini | Bo G Forsberg                                     | Premiär 30 april 1975 |
| 1975 | Herrn går på jakt Monsieur chasse!                                                                                           | Georges Feydeau | Andris Blekte                                     | Premiär 20 september 1975 |
| 1976 | Arsenik och gamla spetsar Arsenic and Old Lace                                                                               | Joseph Kesselring | Andris Blekte                                     | Premiär 24 januari 1976 |
| 1976 | Livet på månen Il mondo della Luna                                                                                           | Joseph Haydn och Carlo Goldoni                                                                                         | Eva Sköld                                         | Premiär 12 mars 1976 |
| 1976 | Rockslaget | B.S. Nilsson och L-E Brossner                                                                                          | Ronny Hallgren                                    | Premiär 12 maj 1976 |
| 1976 | Medeas barn | Per Lysander och Suzanne Osten                                                                                         | Ronny Hallgren                                    | Premiär 23 september 1976 |
| 1976 | The Sunshine Boys | Neil Simon | Herman Ahlsell                                    | Premiär 2 oktober 1976 |
| 1977 | Vita Hästen Im weißen Rößl                                                                                                   | Ralph Benatzky, Erik Charell och Hans Müller                                                                           | Holger Reenberg                                   | Premiär 12 februari 1977 |
| 1977 | Spader, Madame! | Hans Alfredson och Tage Danielsson                                                                                     | Hans Bergström                                    | Premiär 16 september 1977 |
| 1977 | Cabaré Grus i Dojjan | Grus i dojjan | –                                                 | Premiär 14 november 1977 |
| 1978 | Ubu | Alfred Jarry |                                                   | Premiär 25 mars 1978 |
| 1978 | Styrman Karlssons flammor | J. Hauch-Fausbøll och S. Strömberg                                                                                     | Josef Halfen                                      | Premiär 20 maj 1978 |
| 1978 | Wienerblod Wiener Blut | Johann Strauss den yngre, Victor Léon och Leo Stein                                                                    | Bertil Thiwång                                    | Premiär 25 augusti 1978 |
| 1979 | Nyårsrevyn Påsen | |                                                   | Premiär 1 januari 1979 |
| 1979 | Semesterbilder | N. Lund | Hans Polster                                      | Premiär 9 februari 1979 |
| 1979 | Violen från Montmartre Das Veilchen vom Montmartre                                                                           | Emmerich Kálmán, Julius Brammer och Alfred Grünwald                                                                    | Curt Spångberg                                    | Premiär 23 mars 1979 |
| 1979 | Cyklarnas sång Spokesong | Steward Parker |                                                   | Premiär 25 augusti 1979 |
| 1979 | Kyska Susanna Die keusche Susanne                                                                                            | Jean Gilbert och Georg Okonkowski                                                                                      | Curt Spångberg                                    | Premiär 13 oktober 1979 |
| 1980 | Pygmalion | George Bernard Shaw | Lennart Olsson                                    | Premiär 28 mars 1980 |
| 1980 | Omaka par The Odd Couple | Neil Simon | Egon Larsson                                      | Premiär 19 april 1980 |
| 1980 | Så länge skutan kan gå | R. Borge och Evert Taube                                                                                               | R. Borge                                          | Premiär 13 september 1980 |
| 1980 | Vildanden | Henrik Ibsen | Eva Sköld                                         | Premiär 21 november 1980 |
| 1981 | Söndagspromenaden | Lars Forssell | Josef Halfen                                      | Premiär 27 mars 1981 |
| 1981 | Cirkus Cirkus! Historien om en clown                                                                                         | Pavel Kohout | Torsten Sjöholm                                   | Premiär 25 september 1981 |
| 1981 | Blodsbröllop Bodas de Sangre                                                                                                 | Federico García Lorca                                                                                                  | Eva Sköld                                         | Premiär 28 november 1981 |
| 1982 | Melodimakarna | |                                                   | Premiär 19 februari 1982 |
| 1982 | En doft av honung | Shelagh Delaney | Ronny Danielsson                                  | Premiär 23 mars 1982 |
| 1982 | Blomman från Hawaii Die Blume von Hawaii                                                                                     | Paul Abraham, Alfred Grünwald och Fritz Löhner-Beda                                                                    |                                                   | Premiär 1 september 1982 |
| 1983 | Jeppe på berget Jeppe paa Bierget                                                                                            | Ludvig Holberg | Josef Halfen                                      | Premiär 5 februari 1983 |
| 1983 | Apotekaren | Josef Haydn | Adrienne Lombard                                  | Premiär 16 april 1983 |
| 1983 | Flower Power | Tage Danielsson och Lars Johan Werle                                                                                   | Adrienne Lombard                                  | Premiär 16 april 1983 |
| 1983 | Två man om en änka Der Regimentspapa                                                                                         | Heinrich Storbitzer, Richard Kessler och Victor Hollaender                                                             | Albert Gaubier                                    | Premiär 23 september 1983 |
| 1984 | Doktorn klipper till Tailleur pour dames                                                                                     | Georges Feydeau | Andris Blekte                                     | Premiär 28 januari 1984 |
| 1984 | Änkeman Jarl | Vilhelm Moberg | Andris Blekte                                     | Premiär 4 maj 1984 |
| 1984 | Rampfeber Noises Off | Michael Frayn | Per Möller-Nielsen                                | Premiär 31 augusti 1984 |
| 1984 | Lilla Helgonet Mam'zelle Nitouche                                                                                            | Hervé, Henri Meilhac och Albert Millaud                                                                                | Albert Gaubier                                    | Premiär 12 oktober 1984 |
| 1985 | Can-Can | Cole Porter och Abe Burrows                                                                                            | Arne Strömgren                                    | Premiär 5 januari 1985 |
| 1985 | Stepping out | Richard Harris | Andris Blekte                                     | Premiär 20 april 1985 |
| 1985 | Fars lille påg Hurra, ein Junge                                                                                              | Franz Arnold och Ernst Bach                                                                                            | Hans Bergström                                    | Premiär 14 september 1985 |
| 1985 | Dollarprinsessan Die Dollarprinzessin                                                                                        | Leo Fall, Alfred Maria Willner och Fritz Grünbaum                                                                      | Tom Deutgen                                       | Premiär 23 november 1985 |
| 1986 | Cabaret | John Kander, Fred Ebb och Joe Masteroff                                                                                | Arne Strömgren                                    | Premiär 28 februari 1986 |
| 1986 | Folk och rövare i Kamomilla stad Folk og røvere i Kardemomme by                                                              | Thorbjørn Egner | Bo G Forsberg                                     | Premiär 29 november 1986 |
| 1987 | Min fru går igen Blithe Spirit                                                                                               | Noël Coward | Bo G Forsberg                                     | Premiär 10 april 1987 |
| 1987 | Ta mej! Jag är din! Der kühne Schwimmer                                                                                      | Franz Arnold och Ernst Bach                                                                                            | Hans Bergström                                    | Premiär 12 september 1987 |
| 1988 | Bröderna Lejonhjärta | Astrid Lindgren | Eva Sköld                                         | Premiär 15 januari 1988 |

### Nöjesteatern 1992–
| År   | Produktion                                  | Upphovsmän                                                                                      | Regi           | Noter |
| ---- | ------------------------------------------- | ----------------------------------------------------------------------------------------------- | -------------- | --- |
| 1992 | Me and My Girl                              |                                                                                                 |                | |
| 1992 | Tomas Revy                                  |                                                                                                 |                | |
| 1993 | Pippi Långstrump                            |                                                                                                 |                | |
| 1993 | Mulliga Vitaminer                           |                                                                                                 |                | |
| 1994 | Klas Klättermus                             |                                                                                                 |                | |
| 1994 | Pippi Långstrump                            |                                                                                                 |                | |
| 1994 | Can Can                                     |                                                                                                 |                | |
| 1994 | Trassel                                     |                                                                                                 |                | |
| 1994 | Hjääälp! The Nerd                           |                                                                                                 |                | |
| 1994 | The Real Group                              |                                                                                                 |                | |
| 1994 | Ain't Misbehavin                            |                                                                                                 |                | |
| 1994 | VolgaKosackerna                             |                                                                                                 |                | |
| 1994 | Wienerafton                                 |                                                                                                 |                | |
| 1995 | Press                                       |                                                                                                 |                | |
| 1995 | I fru Wennermans fall                       |                                                                                                 |                | |
| 1995 | My Fair Lady                                |                                                                                                 |                | |
| 1996 | Toffelhjältar Relatively Speaking           | Alan Ayckbourn                                                                                  | Anders Albien  | Sven-Bertil Taube, Mona Malm, Lia Boysen, Jakob Eklund Scenografi Elna Bengtsson och Mats Ole Svensson |
| 1996 | Rock'n roll Music                           |                                                                                                 |                | |
| 1997 | Nöjesrevyn                                  |                                                                                                 |                | |
| 1997 | Csardasfurstinnan                           |                                                                                                 |                | |
| 1997 | The Rocky Horror Show                       |                                                                                                 |                | |
| 1998 | Nöjesrevyn                                  |                                                                                                 |                | |
| 1998 | Vita Hästen                                 |                                                                                                 |                | |
| 1998 | Stefan & Krister: 20 år under bältet        |                                                                                                 |                | |
| 1999 | Nöjesrevyn                                  |                                                                                                 |                | |
| 1999 | Bäddat för sex                              |                                                                                                 |                | |
| 1999 | Cabaret                                     |                                                                                                 |                | |
| 2000 | Semestercharmören                           |                                                                                                 |                | |
| 2000 | I hetaste laget                             |                                                                                                 |                | |
| 2001 | Sound of Music                              |                                                                                                 |                | |
| 2001 | Pippi Långstrump                            |                                                                                                 |                | |
| 2001 | Me and My Girl                              |                                                                                                 |                | |
| 2002 | Svingelskogen                               |                                                                                                 |                | |
| 2003 | Hotelliggaren                               |                                                                                                 |                | |
| 2003 | Änglar med glorian på sne' Fallen Angels    | Noël Coward                                                                                     | Jan Hertz      | Premiär 10 oktober 2003 Eva Rydberg, Tommy Juth, Evabritt Strandberg, Håkon Svenson, Toni Rhodin, Siw Carlsson Kostym Marianne Lunderquist |
| 2004 | Victor Victoria                             |                                                                                                 |                | |
| 2004 | Två bröder emellan                          |                                                                                                 |                | |
| 2004 | Doris & Knäckebröderna                      |                                                                                                 |                | |
| 2005 | Turning Tossig                              |                                                                                                 |                | |
| 2005 | Annie                                       |                                                                                                 |                | |
| 2006 | Grease                                      | Jim Jacobs och Warren Casey Översättning Staffan Götestam                                       | Eva Rydberg    | Premiär 29 september 2006 Måns Zelmerlöv, Nina Pressing, Robert Carlson, Linda Myrberg Fjeldsted, Henrik Holm, Kristina Hahne, Magnus Kviske, Birgitta Johansson, Mattias Ahlberg, Katarina Elmberg, Joel Brekke, Jennie Olofsson, Josefina Hylén, Mathias Lissmyr, Siân Playsted, Staffan Berg, Ulrika N Persson, Rigmor Grönwall, Christer Söderlund, Ulf Andersson Koreografi Roine Söderlundh, Scenografi Bengt Peters, Kostym Lars-Åke Wilhelmsson |
| 2007 | Cats                                        |                                                                                                 |                | |
| 2008 | High School Musical                         |                                                                                                 |                | |
| 2009 | Svensson Svensson                           |                                                                                                 |                | |
| 2009 | Boeing Boeing                               | Marc Camoletti                                                                                  | Jan Hertz      | Premiär 6 februari 2009 Eva Rydberg, Ulf Brunnberg, Fredrik Dolk, Birgitta Johansson, Karin Bergquist, Renée Jonsson |
| 2010 | Spamalot                                    |                                                                                                 |                | Skandinavienpremiär |
| 2011 | Legally Blonde                              | Heather Hach, Laurence O'Keefe och Nell Benjamin Översättning Henrik Widegren och Hugo Carlsson | Anders Albien  | Kaisa Hammarlund, Jan Malmsjö, Linus Wahlgren, Andreas Lundstedt, Nina Pressing, Linda Holmgren, Kristin Berg, Malin Sjöquist Biancale, Sara Englund, Laila Adèle, Katarina Elmberg Jonsson, Annika Herlitz, Joachim Maathz, Caroline Sehm, Henrik Jessen, Charlotte Zettergren, Johan Lundberg, Anna G Jansson, Magnus Borén, Aimee Wentzel, Kristoffer Hellström, Kristina Hahne, Simon Laufer, Alexandra Johannesson Koreografi Siân Playsted, Kapellmästare Björn Claeson, Scenografi Marianne och Peter Dillberg Kostym Marianne Lunderquist, Ljusdesign Palle Palmé Skandinavienpremiär |
| 2012 | Zpanska flugan                              |                                                                                                 |                | |
| 2012 | Djungelboken Kids                           |                                                                                                 |                | |
| 2012 | Vita Hästen                                 | Ralph Benatzky, Erik Charell och Hans Müller                                                    | Anders Aldgård | Claes Malmberg, Charlotta Huldt, Sofie Lindberg, Anders Aldgård, Stefan Ljungqvist, Björn Forsberg, Kalle Rydberg, Johan Ringström, Fredrik Granholm, Karolina Engelbrektsson, Gunilla Granholm, Lotta Aldgård, Caroline Jörnsved, Clara Nilsson, Martha Widén, Joachim Maathz, Viktor Johnsson Koreografi Sabina Söder, Scenografi Anders Aldgård, Kostym Svenbörje Gaborn |
| 2012 | Mysteriet Myrna Vep The Mystery of Irma Vep | Charles Ludlam                                                                                  | Anders Aldgård | Allan Svensson, Sofie Lindberg |
| 2012 | Pelle Svanslös och talangjakten             |                                                                                                 |                | |
| 2013 | West Side Story                             |                                                                                                 |                | |
| 2014 | Jobba för två                               |                                                                                                 |                | |
| 2014 | Pippi kommer till stan                      |                                                                                                 |                | |
| 2015 | Hair                                        |                                                                                                 |                | gästspel av Lunds Dans- och Musikalgymnasium |
| 2015 | Sällskapsresan                              |                                                                                                 |                | Urpremiär |
| 2023 | De’ e’ det här vi kallar kärlek             | Monica Forsberg och Ingela ”Pling” Forsman                                                      | Hans Marklund  | Premiär 22 september 2023 Elisa Lindström , Magnus Skogsberg, Bruno Mitsogiannis, Robert Rydberg, Stefan Clarin, Frida Bergh, Rebecka Landing, Elin Malmborg, Daniel Stigberg, Ellen Weston, Linnea Malmström, Samuel Niklasson, Fabian Engstrand, Simon Laufer, Elena Franzén, Johan Larsson, Mina Christoffersson Koreografi och scenografi Hans Marklund, Kostymdesigner Marianne Lunderquist, Kapellmästare Björn Claeson |